# Nevo de Ota

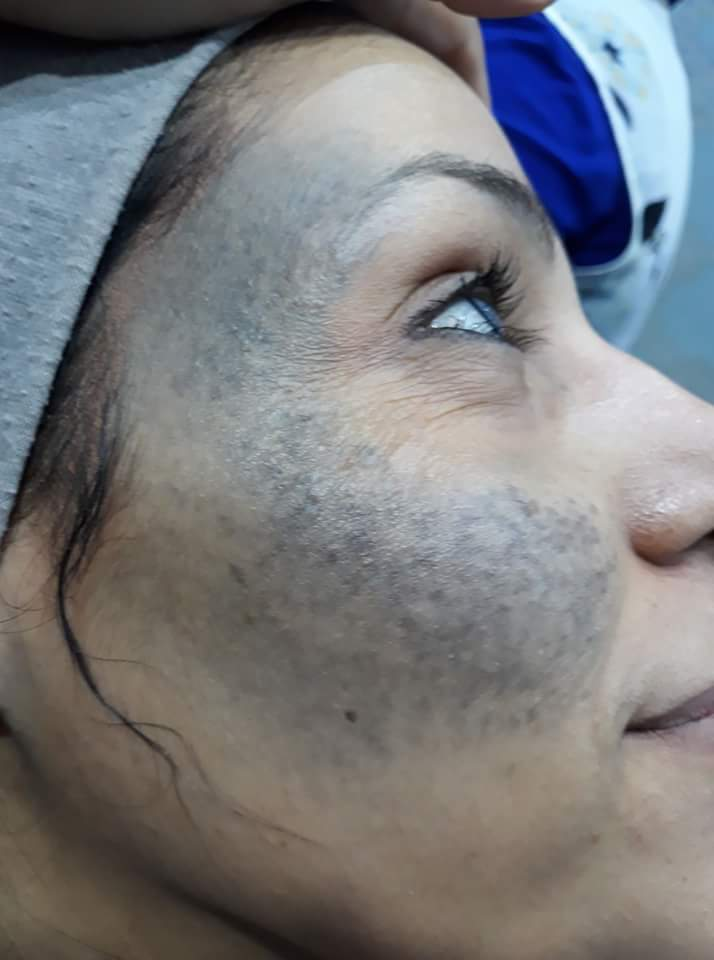

El nevo de Ota es una enfermedad cutánea y ocular que consiste en una hiperpigmentación que afecta a la piel de un sector de la cara y el ojo, siguiendo el trayecto del nervio trigémino. Está emparentada con otras alteraciones de la pigmentación como el nevo simple.
También conocido como pecas del ojo, existe una leyenda que narra las redirecciones de personajes ilustres y deidades egipcias, las cuales se reconocen fácilmente por esta marca en un ojo.

## Historia
Fue descrito por primera vez en el año 1939 en Japón por Masao Ota (1885-1945).

## Epidemiología
Afecta principalmente a las personas de origen asiático o de raza negra, con más frecuencia a mujeres que a hombres. En el 50% de los casos está presente en el momento del nacimiento y, en el resto, aparece alrededor de la pubertad. Las manchas permanecen durante toda la vida.

## Etiología
Está producida por una proliferación de las células llamadas melanocitos, que están aumentados en número y tamaño en las lesiones. El proceso está emparentado con los nevos simples, pudiendo considerarse una variante del mismo.

## Cuadro clínico
En la piel de la cara se observan una serie de manchas de color gris azulado de límites imprecisos y extensión variable que se distribuye siguiendo la primera y segunda rama del nervio trigémino. Esta hiperpigmentación se extiende al ojo, donde pueden aparecer manchas con unas características similares a las de la piel en la conjuntiva y zonas internas del globo ocular, como el iris, la papila óptica y el nervio óptico. En ocasiones existe heterocromía, es decir diferencias de coloración entre los dos iris.

### Formas de presentación
- Según su grado de extensión: existen formas leves poco extensas donde únicamente se aprecian lesiones alrededor del párpado, y otras en las que las manchas se extienden hasta la frente, el cuero cabelludo y el pabellón auricular. Con menos frecuencia pueden verse lesiones similares en la mucosa de la boca y la nariz. En el 90% de los casos la afectación se limita a una hemicara. Solamente en el 10% de las ocasiones es bilateral.

- Según su localización existen tres formas de presentación:

- Melanocitosis dérmica, solo afecta a la piel.
- Melanocitosis ocular, también llamada melanosis oculi, únicamente afecta al ojo.
- Melanocitosis oculodérmica de Ota, que es la más frecuente y en la que se asocian las dos formas anteriores.

### Complicaciones
La principal complicación es la aparición de un melanoma ocular al que los pacientes con nevo de Ota están más predispuestos que la población general. Otra complicación es el glaucoma. Por ello es recomendable una revisión ocular periódica.